# ヨッポロ・ジャンカークシオ
ヨッポロ・ジャンカークシオ（イタリア語: Joppolo Giancaxio）は、イタリア共和国シチリア自治州アグリジェント県にある、人口約1,200人の基礎自治体（コムーネ）。

## 地理

### 位置・広がり

#### 隣接コムーネ
隣接するコムーネは以下の通り。
- アグリジェント
- アラゴーナ
- ラッファダーリ
- サンタ・エリザベッタ